# Reacție Hunsdiecker
Reacția Hunsdiecker (câteodată denumită și reacția Borodin sau reacția Hunsdiecker–Borodin) este o reacție organică în urma căreia sărurile de argint ale acizilor carboxilici sunt transformate (în prezență de halogen) în derivați halogenați, de obicei derivați bromurați. Este un bun exemplu de reacție de decarboxilare și de halogenare, întrucât produsul de reacție se formează prin eliminarea unei molecule de dioxid de carbon și prin introducerea unui atom de halogen. Reacția a fost demonstrată de către Alexandr Porfirievici Borodin, care a raportat în anul 1861 o reacție de obținere a bromurii de metil din acetat de argint. La puțin timp după, metoda a fost aplicată pentru degradarea acizilor grași în laboratorul lui Adolf Lieben. Numele provine de la Cläre Hunsdiecker și de la Heinz Hunsdiecker, a căror lucrări din anii 1930 au dus la dezvoltarea unei metode generale de realizare a reacției. Au fost publicate câteva recenzii ale reacției, și a fost dezvoltată și o variantă catalitică.

## Mecanism de reacție

Animație a mecanismului de reacție

Se crede că reacția Hunsdiecker-Borodin evoluează printr-un mecanism radicalic. Sarea de argint a acidului carboxilic 1 reacționează ușor cu bromul molecular formând un intermediar hipobromit de acil 2. Formarea unei perechi diradicalice 3 permite să aibă loc decarboxilarea cu formarea celor doi radicali 4, care se leagă foarte ușor formând compusul halogenat (bromurat) 5. Natura derivaților halogenați care se formează este preferențială în ordinea: primar > secundar > terțiar.

## Variante

### Cu oxid mercuric
Lampman și Aumiller au utilizat oxidul mercuric și bromul pentru obținerea 1-bromo-3-clorociclobutanului din acidul 3-clorociclobutancarboxilic. Această reacție este o variantă a reacției Hunsdiecker. Wiberg a demonstrat că produsul de reacție reacționează cu sodiu metalic topit formând biciclobutan printr-o cuplare Wurtz, care evoluează cu randamente bune.

### Reacția Kochi
Reacția Kochi este o variantă a reacției Hunsdiecker dezvoltată de către Jay Kochi și care utilizează acetat de plumb (IV) și clorură de litiu (sau bromură de litiu) pentru halogenare și decarboxilare.